# ژیلبر ریست
ژیلبر ریست (به فرانسوی: Gilbert Rist) (زاده ۱۶ جولای ۱۹۳۸ – درگذشته ۱۵ فوریه ۲۰۲۳)، استاد پیشین مؤسسه تحصیلات تکمیلی مطالعات رشد (فرانسوی:institut universitaire d'études du développement) است. او به‌خاطر مطالعات پیشگامانه‌اش برای توسعه در مفهوم و عمل رشد شناخته می‌شود.

## آثار
- رشد، تاریخ یک باور غربی[۱] (The History of Development: From Western Origins to Global Faith) لندن: زدبوک، ۲۰۰۳

## پی‌نوشت
1. ↑  ترجمه از ابوالحسن بنی صدر آمده در سرمقاله روزنامه انقلاب اسلامی در هجرت شماره ۵۱۷ با عنوان رشد چیست؟